# Angiolo della Valle

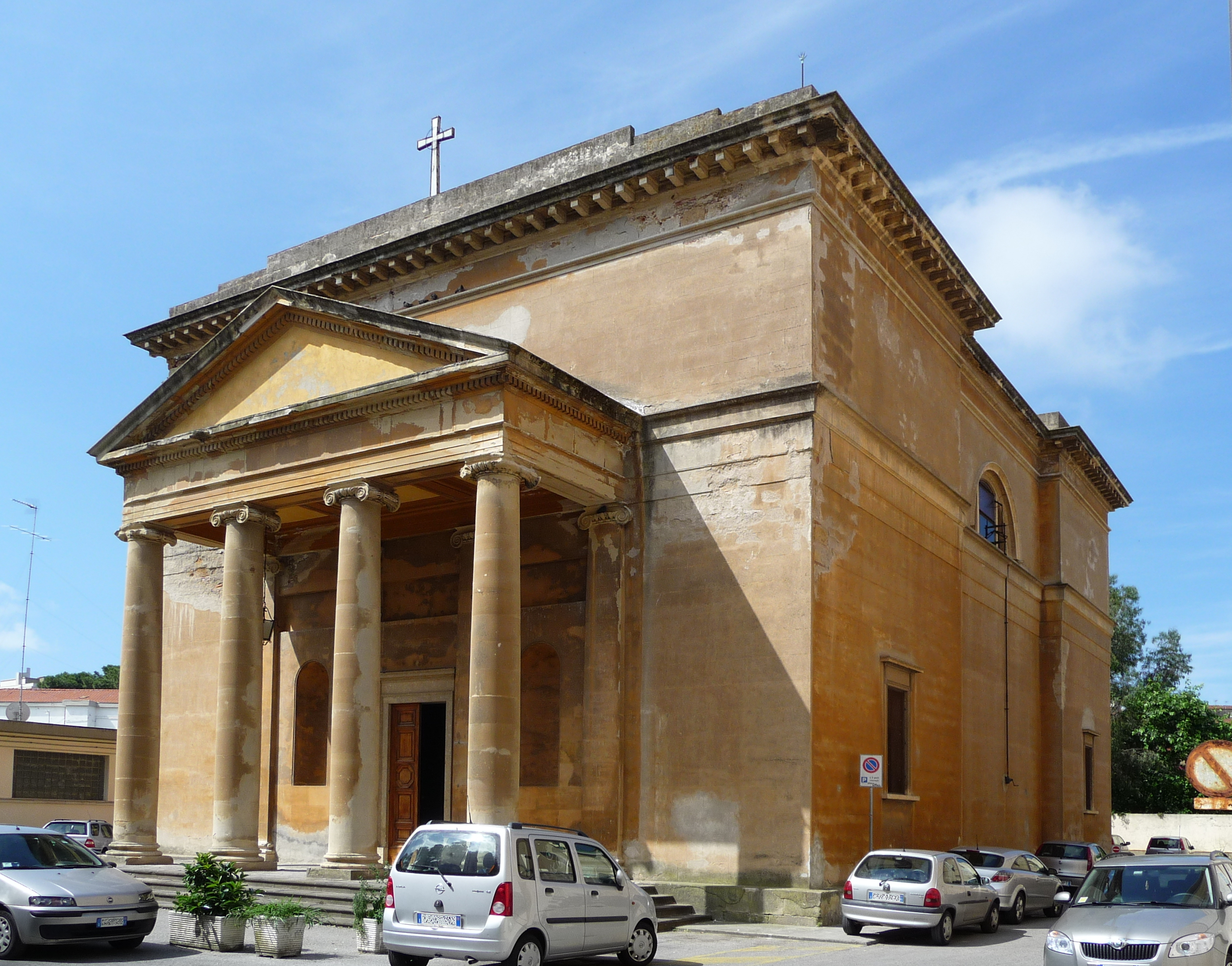
Chiesa di San Giorgio, Livorno

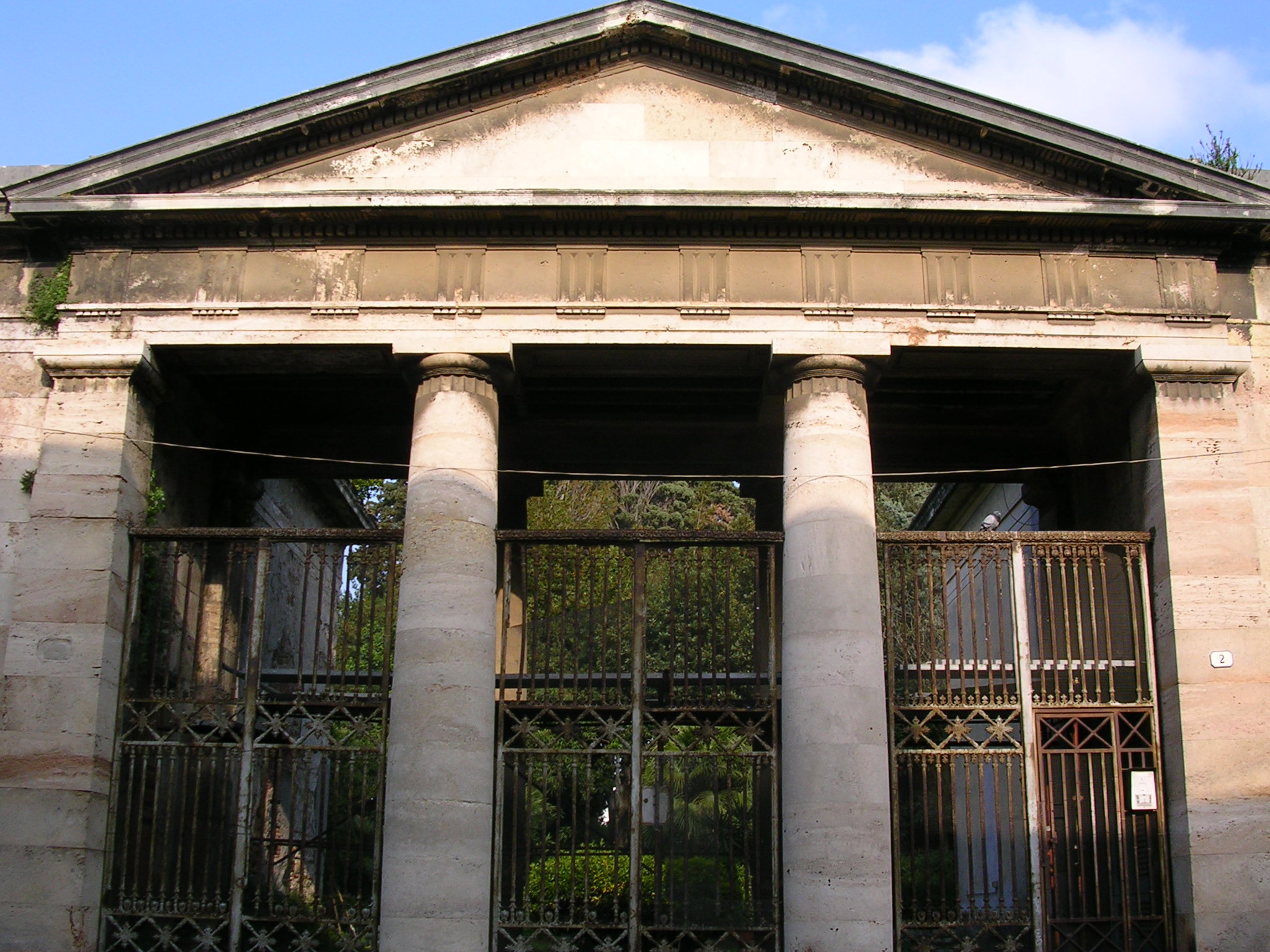
Pronao del Cimitero degli Inglesi

Angiolo della Valle (Livorno, 1812 – 1871) è stato un architetto italiano attivo nella sua città natale dove realizzò opere tendenzialmente neoclassiche.

## Biografia
Proveniente da un'importante famiglia di scagliolisti, si formò alla "Scuola di Architettura Ornato e Agrimensura" di Livorno, sotto la guida di Gaetano Gherardi e studiò pure all'Accademia fiorentina di Belle Arti.
Intorno al 1840, facendo ricorso ad un raffinato linguaggio neoclassico progettò la chiesa anglicana di San Giorgio e il nuovo cimitero degli inglesi posto alla periferia della città e tra le principali testimonianze della presenza britannica a Livorno.
Al medesimo classicismo guardava anche il progetto per la chiesa di San Rocco, per la zona prossima al lazzaratto omonimo, non realizzata; la stessa sorte ebbe il progetto per il nuovo ospedale di Livorno.
Successivamente, alla metà del secolo, coadiuvò Pasquale Poccianti nella direzione dei lavori per il completamento dell'importante Acquedotto di Colognole, per subentrarvi quindi alla morte dello stesso Poccianti (1858).
Lavorò anche alla Cappella Mimbelli del Cimitero della Misericordia (dove gli sono stati attribuiti anche altri interventi) e negli anni postunitari completò l'immensa Pia Casa di Lavoro progettata da Alessandro Gherardesca (dove successivamente realizzò anche l'Asilo "Carlo Grabau") ed eseguì, per conto di Federigo De Larderel, il disegno per la collocazione dell'organo nella chiesa di Sant'Andrea (andato perduto a seguito della seconda guerra mondiale e quindi recentemente sostituito).
Si occupò anche dei bagni Roma nel quartiere di Antignano e, per i Corridi, realizzò uno stabilimento termale, successivamente chiuso e integrato nel sanatorio della villa omonima.
A Lajatico restaurò l'antica chiesa di San Leonardo, imprimendole forme neoclassiche.